# Majo Dokoová
Majo Dokoová (japonsky 土光 真代, * 3. května 1996 Saitama) je japonská fotbalistka.

## Reprezentační kariéra
Za japonskou reprezentaci v letech 2018 až 2019 odehrála 2 reprezentační utkání.

## Statistiky
| Japonsko | Japonsko | Japonsko |
| Roky     | Záp.     | Góly     |
| -------- | -------- | -------- |
| 2018     | 1        | 0        |
| 2019     | 1        | 0        |
| Celkem   | 2        | 0        |

## Úspěchy

### Reprezentační
- Mistrovství světa do 20 let:  2012